# رمی پریور
رمی پریور (انگلیسی: Remi Prieur؛ زادهٔ ۱۷ آوریل ۱۹۹۷) بازیکن فوتبال اهل اتریش است.